# Astigarraga
Astigarraga é um município da Espanha, na província de Guipúscoa, no País Basco. Tem 11,91 km² de área e em 2021 tinha 7 185 habitantes (densidade: 603,3 hab./km²). Limita com os municípios de San Sebastián, Errenteria e Hernani.
Astigarraga é a capital basca da Sidra.